# Лабрадудль
Лабрадудль (англ. labradoodle)— дизайнерська порода собак (метис), яка виникла шляхом схрещування лабрадора-ретривера і стандартного або мініатюрного пуделя.

## Історія виникнення та розвитку породи

### Виникнення породи
Широку популярність лабрадудль отримав в 1989 році, коли зоотехнік Королівської асоціації собак-поводирів Австралії Уоллі Конрон вперше схрестив лабрадора-ретривера та пуделя. У той час Уоллі спільно з асоціацією сліпих Австралії працював над програмами розведення та навчання для підготовки собак-поводирів. Більшість цих програм спочатку складалися із відбору цуценят, періоду їх соціалізації, а потім подальшого навчання та підбору для користувачів. Зазвичай він працював з лабрадорами та золотистими ретриверами, поки одного разу не отримав особливе прохання від сліпої гавайської жінки, чоловік якої мав алергію на собак.
Загальновідомо, що кучерява шерсть пуделя за своєю природою— гіпоалергенна, не линяє і не провокує появу лупи, а тому впродовж 3-х років він працював з 33-ма великими пуделями, намагаючись знайти придатного для цієї роботи собаку-поводиря. Спочатку Уоллі вважав це завдання досить простим — «стандартний пудель впорається зі своєю роботою». Однак, цей пошук був безрезультатним, оскільки жоден із пуделів не проявив необхідних здібностей, щоб стати собакою-поводирем.
Минав час, і згодом його начальник змусив його прийняти безпрецедентне рішення: схрестити одного зі своїх лабрадорів з пуделем, сподіваючись, що результат задовольнить особливий запит гавайської жінки. «У нашого начальника був один, звичайний пудель, який, наскільки я знав, не мав спадкових проблем, а тому я використав його»,— каже Уоллі. Тож одного дня 1989 року Уоллі привів Бренді (суку лабрадора), до дому Джона Гослінга, щоб зв'язати її з пуделем Харлі. Через дев'ять тижнів Бренді народила перший відомий послід цуценят лабрадудля. Уоллі був у захваті, хоча все ще трохи боявся, будучи невпевненим, чи хтось із трьох цуценят підійде для ролі собаки-поводиря. Зразки шерсті та слину кожного з цуценят відправили на Гаваї для тестування, і лише одне з цуценят повернулося сумісним і мало необхідні здібності, щоб стати собакою-поводирем. Цуценя назвали Султан. За темпераментом Султана вважали найкращим із трьох цуценят лабрадуделя, тож його навчили та відправили на Гаваї, щоб почати працювати першим у світі собакою-поводирем в породі лабрадуделя. «Ось як це сталося»- розказує Уоллі в інтерв'ю для DogKing.

### Подальший розвиток породи
Незважаючи на те, що ідеальне схрещування порід створило появу нової породи собаки з гіпоалергенною шерстю, здатної працювати як собака-поводир, Уоллі Конрон зіштовхнувся з неочікуваною проблемою: навіть з 6-місячним листом очікування черги, люди не хотіли брати нечистокровну собаку. Водночас цуценята росли, але жоден будинок соціалізації не хотів їх приймати. Уоллі, розуміючи необхідність змінити сприйняття населенням цих цуценят, вирішив подзвонити в ЗМІ та повідомити про створення нової породи, задуманої для допомоги та терапії. З цією метою, Уоллі звернувся до PR-відділу собак-поводирів Вікторії. Він сказав їй: «Ви можете вийти в ЗМІ й сказати людям, що ми вивели особливу породу? Порода під назвою лабрадудль— вона не викликає алергії»,— розказує Уоллі. Новина швидко поширилася, і вже за 24 годин він отримав сотні дзвінків від людей, які хотіли придбати одного з цих чудових собак. "Вони не хотіли помісі чи метиса, вони хотіли лабрадудля. Я навіть не міг собі уявити, яку рекламу отримає ця собака-метис,— розповідає Уоллі Конрон. З цього усе й почалося. Згодом стало зрозуміло, що попит на лабрадудлів вийшов далеко за межі спільноти людей із вадами зору. У нього була ідеальна комбінація для створення собак-поводирів і сімей, які хотіли їх соціалізувати, тому він вирішив розробити програму розведення лабрадудлів.
Однак з'явилась інша проблема, ще більша. Для того, щоб продовжити розведення лабрадудлів і встановити їх як породу, йому потрібні були пуделі-самці для спаровування. Коли він звернувся за порадою до кінологічного клубу, йому відмовили. Селекціонери чистих порід були категорично проти його програми розведення лабрадудлів, що тоді ще вважалося змішаною породою. Вони попередили його, що якщо він візьме для спаровування будь-яку з їхніх особин, кінологічний клуб виключить його з реєстру та заборонить йому більше виступати на виставках і чемпіонатах. На щастя, Уоллі знайшов підтримку у деяких заводчиків, які запропонували йому своїх самців, поки кінологічний клуб не знав про це. Критерієм для відбору самців був їхній помірний темперамент і відсутність спадкових проблем. Уоллі згадує, що спочатку назвав нову помісь лабрадудлів— даблдудль (doubledoodle), а наступне покоління тріплдуль (tripledoodle). Популярність лабрадудлів була надзвичайною, і Уоллі все більше хвилювався щодо якості процесу розведення. Своєю появою лабрадудлі породили нову епоху в собаківництві, яка захлеснула світ та отримала назву «дизайнерські породи».
Із самого початку цієї програми Уоллі Конрону погрожували, подали в суд та навіть були заводчики чистокровних порід, які звинуватили його в спотворенні їхньої роботи. Це була ганебна реакція, викликана страхом з боку заводчиків на всю міжнародну увагу, зосереджену на лабрадудлях. З цієї причини він нарешті здався, втомившись від безперервної боротьби з такою кількістю тих, хто був частиною собачого світу в Австралії, і пішов на пенсію, перш ніж зміг зареєструвати свою породу в кінологічному клубі. Тим не менш, основу було закладено, і, незважаючи на те, що Уоллі Конрон завершив свою програму розведення лабрадудлів з'явилось багато заводчиків, які продовжили розвивати цю породу і досі.

### Криза у розведенні та майбутнє породи
На щастя, після того, як Уоллі Конрон пішов на пенсію, знайшлися інші заводчики, такі як Меллоді Вуллі, які вирішили продовжувати дотримуватись цього критерію, досягаючи чудових результатів. Разом зі своєю матір'ю Беверлі Меннерс вона взяла на себе завдання розвинути та закріпити породу, яка розвинулась далі, ніж просто схрещування лабрадора з пуделем. Тим не менше, будучи свідками надмірної експлуатації терміну «лабрадудль», вони вирішили змінити оригінальну концепцію породи, створивши нову програму розведення з іншими критеріями та іншою назвою (австралійський коббердог), щоб він більше не асоціювався з недобросовісними заводчиками. Популяризації лабрадудлів-коббердогів, як собак поводирів сприяло знайомство творця породи із засновником та головою навчального центру з підготовки собак для людей з обмеженими можливостями Сьюзан Лерс, яка була вражена швидкістю та ефективністю навчання цуценят. Саме завдяки її підтримці у 2012 році порода австралійський коббердог була офіційно зареєстрована Австралійською кінологічною Федерацією та посіла своє місце у реєстрі кінологічних організацій світу.

### Ставлення до лабрадудлів творця породи Уоллі Конрона
За його власними словами, лабрадудлі, яких він розводив, були досконалими, і у нього ніколи не було проблем із їх темпераментом, вони були дуже розумними та легко піддавалися дресируванню. Такого ефекту він досяг, тому що доклав значних зусиль, щоб ретельно вибрати батьків цуценят. Проблема виникла на піку популярності лабрадудлів, оскільки племінні ферми почали розводити їх без будь-яких критеріїв. Вони просто поєднювали двох собак, не вивчивши можливі спадкові проблеми зі здоров'ям і поведінкою, а також не перевіривши їх на гіпоалергенність. Згодом первинна суть породи була невільована, і стала сприйматися як занадто нервова, повільна для вивчення команд та непридатна, щоб бути собакою-помічником. Для нього схрещування лабрадора з пуделем мало сенс тільки тоді, коли створювалися хороші собаки-поводирі, які не викликали алергії, і коли це втратило сенс, то і не було змісту їх далі розводити.

## Характеристика породи

### Зовнішній вигляд
Більшість лабрадудлів досягають підліткового віку у 6-8 місяців і виростають до повного дорослого розміру у 12 місяців, хоча для повного розвитку їм може знадобитися 18 місяців. Щоб розумово дозріти їм потрібно трохи більше часу, а тому повністю емоційно зрілими стають лише у 3 роки.

### Шерсть
Тип шерсті лабрадудля може змінюватися в залежності від домінування генів їхніх батьків. Усі типи шерсті вважаються такими, що не линяють, але регулярний догляд є важливим. Лабрадудлі бувають трьох типів шерсті: шерсть, яка схожа на шерсть у линяючих порід; вовняний покрив більш щільний, звисає довгими локонами і не линяє; і флісове пальто, яке є м'яким, шовковистим і кучерявим. Вирощені як гіпоалергенні, лабрадудлі можуть бути ідеальними для людей з алергією, оскільки вони линяють менше, ніж інші собаки.
Рівень линяння лабрадудлів також залежить від типу шерсті, яку вони успадковують. Лабрадудлі з кучерявою шерстю, як правило, менше линяють, тому що їх шерсть більше нагадує шерсть пуделя з низьким рівнем линяння. Лабрадудлі з хвилястою шерстю часто більше линяють, тому що їх шерсть більше схожа на шерсть лабрадора-ретривера.

### Забарвлення
Існує шість кольорів лабардудлів, встановлених Всесвітньою асоціацією австралійських лабрадудлів.
Червоний. Темно-червоний лабрадудль із чорною шкірою. Залежно від інтенсивності пігменту  собака може виглядати від темно-рудого до світло-коричневого кольору.
Кремовий. Кремовий лабрадудль варіюється від майже білого до латте залежно від інтенсивності пігменту. Чорний. Чорні лабрадудлі варіюються від смолисто-чорних до сріблястих.
Шоколадний. Шоколадний  лабрадудль варіюється від кольору молочного шоколаду, коли пігмент розбавлений, до насиченого темного шоколаду, коли пігмент посилюється.
Молочний. Лабрадудлі народжуються молочно-шоколадними, і їх колір змінюється протягом 2 років на лавандовий або пергаментний від розрідження пігменту.
Карамельний. Колір карамелі варіюється від кремового до темно-червоного. Коричнева шкіра робить собаку карамельною, а не рудою. 

### Розміри та вага
Діапазон мініатюр:
Висота: від 35 см до 42 см у холці.
Вага: від 7 кг до 13 кг.
Середній діапазон:
Висота: від 43 см до 52 см у холці. Ідеальний розмір для самки – від 43 до 48 см, а для самця – від 45 до 50 см.
Вага: від 13 кг до 20 кг.
Стандартний діапазон:
Висота: від 53 см до 63 см у холці. Ідеальний розмір для самки – від 53 до 58,5 см, а для самця – від 55 до 61 см.
Вага: від 23 кг до 30 кг.

### Особливості темпераменту
Надзвичайно доброзичливий і комунікабельний, темперамент лабрадудля схожий на темперамент маленької дитини – грайливий, кмітливий, прагне догодити та цікавиться навколишнім світом. Не боїться говорити, коли йому потрібна ваша увага, і може гавкати, коли напружений, тривожний або нудьгує. Іноді може бути деструктивним, якщо йому стане нудно, тому для нього буде корисною розумова стимуляція. Лабрадудлі можуть терпіти самотність протягом короткого часу, але можуть страждати від тривалої розлуки.
Лабрадудлі мають лагідний характер і зазвичай не вважаються агресивними. Лабрадудлі стають все більш популярним вибором для сімейного вихованця завдяки їхньому ласкавому характеру та грайливому духу. Порода, як правило, добре ладнає як з людьми, так і з іншими тваринами, і вони завжди готові знайти нових друзів.

## Здоров'я та догляд

### Харчування
Лабрадудлі обожнюють їсти та з радістю намагаються з’їсти все, що знайдуть, навіть якщо це не їстівне. Цуценят лабрадудля слід годувати обмеженою дієтою, щоб сповільнити їх ріст. Надто швидкий ріст піддає їх більшому ризику розвитку проблем із суглобами. Важливо годувати його високоякісним кормом, який відповідає всім його харчовим вимогам.Уважно стежте за вагою вашого лабрадудля, контролюючи порції та обмежуючи перекуси. Дорослих лабрадудлів слід годувати двічі на день, щоб розподілити щоденне споживання калорій між прийомами їжі.
Вибираючи найкращий корм для лабрадудля, важливо враховувати анатомію собаки та травну систему. Шлунково-кишковий тракт собак не зазнав суттєвих еволюцій у порівнянні з часами, коли вони були неприрученими вовками, і найкраще підходить для свіжої дієти з високим вмістом білка, що складається переважно з м’яса, кісток і субпродуктів. Зазвичай це поєднання високоякісного білка, здорових жирів, вітамінів, мінералів і клітковини з овочів і ягід. Анатомічно шлунок собаки не призначений для перетравлення та бродіння вуглеводів.
Ваш ветеринар зможе порадити найкращу дієту для вашої собаки.

### Зуби
Формула молочних зубів (або первинний зубний ряд): 2 (I3/3 C1/1 P3/3)=28. Це означає, що вони мають 12 різців (шість на верхній щелепі, шість на нижній), чотири ікла (по 2 на кожній щелепі) і дванадцять премолярів (включаючи карнасіальні).
Формула дорослих зубів 2: (I3/3 C1/1 P4/4) = 42. Дуже важливо, щоб дихання собаки було свіжим, а на зубах не було нальоту. Чистіть зуби лабрадудлю якомога частіше (3 рази на тиждень), щоб запобігти захворюванням ясен і пов’язаним з ними проблемам.

### Грумінг лабрадудля
Рекомендується розчісувати лабрадудля щотижня, щоб його локони не сплутувалися та не створювали дискомфорту. Їхня шерсть має деяку природну стійкість до погоди та бруду, тому вам доведеться мити свого лабрадудля рідше, ніж ви думаєте. Мийте собаку, лише якщо вона виглядає або пахне особливо брудною, не частіше 2-3 разів на місяць.
Як і у будь-якої іншої породи собак, ви повинні перевіряти їх кігті раз на місяць. Якщо ви почуєте, що кігті стукають по підлозі, можливо, настав час підстригти їх, щоб вони не розкололися або не розрослися.
Вушні інфекції можуть бути проблемою для лабрадудлів, тому важливо уважно стежити за гігієною вух вашого вихованця та регулярно чистити їм вуха, особливо під час і після купання, а також якщо ваше цуценя йде плавати.
Підстригайте чубчик (або чубок) вашого цуценяти, щоб переконатися, що його пухнасті пасма не заважають йому бачити. Оскільки лабрадудлі схильні до вроджених захворювань очей, таких як прогресуюча атрофія сітківки та глаукома, батьки домашніх тварин також повинні стежити за відповідними симптомами, такими як погіршення нічного зору та помутніння кришталиків.

### Поширені захворювання

#### Отит
Враховуючи волохату природу вух пуделя, захворювання вух у лабрадудлів, не рідкість. Найчастіше вони викликані алергією, інфекцією або сторонніми матеріалами. Подразнення може призвести до стану, який називається отитом, що просто означає «запалення слухового проходу». Цей стан характеризується запаленням слухового проходу, що викликає сильний свербіж і подразнення. Лікування проблем з вухами лабрадудлів залежить від причини, але може варіюватися від місцевих крапель до тривалого контролю алергії та інфекції. У деяких випадках необхідне довічне лікування.
Якщо вчасно виявити та ефективно лікувати вушну інфекцію лабрадудля ризик э доить низьким  і недорогим для лікування. Однак, якщо не вжити належних заходыв, це може перетворитися на набагато більш критичну проблему та потенційно призвести до того, що ваша собака назавжди втратить слух.
Симптоми вушної інфекції у лабрадудлів
Ваш лабрадудль може відчувати біль і дискомфорт через вушні інфекції. Таким чином, дуже важливо, щоб ми могли якомога швидше визначити симптоми, щоб можна було почати лікування на ранніх стадіях. Ось деякі з найпоширеніших симптомів, про які слід знати:
- Ходіння по колу;
- Почервоніння і набряк;
- Надмірне хитання головою або чесання вух;
- Скоринки або струпи;
- Запах із вуха;
- Виділення або накопичення воску;
- Втрата слуху;
- Втрата рівноваги/дезорієнтація.[5]

#### Шкірні захворювання
Як і у всіх собак, у лабрадудлів можуть з’явитися бородавки, кісти та пухлини. Утворення можуть виникнути будь-де на тілі, і деякі з них нешкідливі, а інші є більш серйозними. Лікування новоутворень залежить від їх розміру, розташування та точної природи, але майже завжди передбачає хірургічне видалення.

#### Алергії
У всіх собак може розвинутися алергія, і лабрадудлі не є винятком. Поширені алергії у лабрадудлів можна розділити на три основні типи:
- Контактна алергія: виникає в результаті контакту вашої собаки з алергеном, таким як певна речовина або тканина.
- Харчова алергія: спричинена чимось у раціоні вашого лабрадудля або тим, що вона з’їла без вашого відома.
- Екологічні алергії: спричинені повітряними алергенами у вашому оточенні, такими як пилок квітів, бур’янів та дерев.

Алергія спричиняє  дерматит, який часто може призвести до вторинних шкірних інфекцій. Лабрадудлі можуть страждати й від інших захворювань шкіри в результаті контакту з паразитами і гормональних змін в організмі. Лікування залежить від тяжкості, але шкірні захворювання можна лікувати за допомогою різних методів лікування.

#### Захворювання серця
Захворювання серця є поширеною проблемою для багатьох порід собак, у тому числі для лабрадудлів, і можуть бути спричинені основними захворюваннями, такими як дегенерація серцевого клапана, нерегулярний пульс і ритм (аритмія) та дилатаційна кардіоміопатія (ДКМП).  

#### Шлунково-кишечні розлади
Лабрадудлі, як і всі собаки, можуть страждати від проблем із шлунково-кишечим трактом. Шлунково-кишечний тракт — це довга звивиста трубка, яка починається в роті й закінчується в анальному отворі з різними поворотами. Такі захворювання, як гастроентерит або кишкова непрохідність (наприклад, через поїдання собакою каменів, тканини або ниток), зазвичай викликають блювоту та/або діарею. Через великий апетит лабрадудлі особливо схильні їсти те, чого їм не слід, і в цьому випадку слід негайно звернутися до ветеринара. Хірургічне видалення перешкод зазвичай означає, що собака продовжить вести нормальний спосіб життя.

#### Дисплазія суглобів
Хрестоподібні зв’язки розташовані всередині колінного суглоба утримують його стабільно та мають важливе значення для підтримки ваги вашої собаки. Ці зв’язки можуть зношуватися та розриватися, внаслідок чого коліно стає нестабільним. Це може бути наслідком фізичної травми, як-от незграбне приземлення під час бігу та стрибків.Також це може статися більш поступово, коли зв’язка повільно дегенерує та слабшає з часом, особливо якщо собака має надмірну вагу.
Вік виявлення дисплазії суглоба за клінічними ознаками залежить від тяжкості хвороби та уважності власника. Часто у собак з дисплазією змінюється хода та/або з’являється кульгавість у період зростання (у віці від 3 до 8 місяців). Далі – кульгавість у собаки стає постійною, з’являється атрофія м’язів. Собака швидко втомлюється, не може стрибати, відчуває труднощі під час вставання – симптоми стають явнішими після відпочинку. З’являється досить сильний біль у задніх кінцівках, якщо уважно придивитися, можна помітити, що скакальні суглоби ненормально зближені, хода стає «вихляючою».
Профілактика
- Переконайтеся, що ваша собака тримає правильну вагу: уникайте зайвої ваги.
- Забезпечте правильний рух вашого цуценя: для собаки з тенденцією до дисплазії важливо, щоб м'язи тазу розвивалися добре. Для цього найкраще підходить прямолінійний рух і плавання.
- Уникайте рухів, в яких ваша собака повинна багато повертатися, таких як гра з м'ячем. Те ж саме відноситься і до гри з іншими собаками. Для цуценят, звичайно, важливо грати з іншими собаками для соціального розвитку, але намагайтеся не дозволяти вашому цуценяті грати з великими, важкими і дикими собаками.
- Не дозволяйте вашої собаці грати на слизькій поверхні, тому що вона може легко ковзати по ній, що погано для суглобів.

Ваш ветеринар зможе порекомендувати найкраще лікування, але для стабілізації суглоба зазвичай потрібна операція.

## Дресирування та вправи
Лабрадудлі люблять веселощі, мають багато енергії та легко піддаються дресируванню. Для енергійного лабрадудля вправи повинні включати щонайменше годину фізичної активності щодня.  Лабрадудлям потрібно багато зовнішнього простору, щоб розім'яти ноги, в ідеалі добре огороджений, безпечний сад. Добре реагують на послідовність і позитивне підкріплення, еадзвичайно мотивовані їжею.Оскільки і лабрадори, і пуделі дуже розумні, розумова стимуляція є такою ж важливою, як і фізичні вправи, а тому можуть виникнути проблеми з поведінкою, якщо їм стане нудно.

### Принципи дресирування
Позитивне підкріплення є одним із найефективніших та веселих методів навчання. Він ґрунтується на використанні винагороди, часто ласощів для дресирування собак, щоб заохотити вашу собаку виконувати певні підказки. Вам знадобляться нагороди та слово-маркер, щоб повідомити вашій собаці, коли вона щось зробить правильно. У лабрадудлів чудовий нюх, тож ігри з пошуком або нюхом стануть чудовим задоволенням.
Використання приманки як частини вашого навчання на основі винагороди допомагає вашій собаці легко зрозуміти поведінку та положення тіла, за які вона отримає винагороду. Цю техніку можна використовувати для базових команд, як-от сісти й опуститися, аж до більш складних рухів, як-от обертання та дотик.
- Тренуйтеся мало і часто. Короткі веселі заняття принесуть більше задоволення як вам, так і вашій собаці. Дайте собаці багато перерв, а потім поверніться до тренувань трохи пізніше.
- Не ускладнювати. Дресирування має бути легким для вашої собаки! Пам’ятайте, якщо ви хочете, щоб вони досягли успіху і якщо команди собаці здаються надто складними, поверніться на крок назад, доки вони не стануть більш впевненими.
- Спокійний і терплячий підхід до навчання допоможе вам і вашій собаці досягти успіху.
- Будьте послідовними. Якщо вашу собаку тренують різні члени родини, переконайтеся, що всі використовують однакові маркери, візуальні та словесні підказки, щоб не сплутати вашу собаку.
- Виберіть правильну винагороду. Сезон тренувань для вашої собаки буде більш мотивуючим, якщо ви виберете нагороду, яку вона вважає найбільш захоплюючою. Це може бути їжа, гра чи увага.[7]

### Обяг фізичних вправ
Обсяг фізичних вправ, який потребує конкретний лабрадудль, залежить від його віку та розміру. Міні-лабрадудлю потрібно лише близько 45 хвилин вправ двічі на день, а стандартному лабрадудлю потрібно близько 60 хвилин двічі на день.
Важливо знати, скільки прогулянок безпечно для вашої собаки, оскільки це потенційно найпопулярніша та найбезпечніша вправа для вашого лабрадудля. Все залежить від віку та розміру собаки.
| Вік               | Мініатюрний тип                 | Середній тип                    | Стандартний тип                 |
| ----------------- | ------------------------------- | ------------------------------- | ------------------------------- |
| 2 місяці          | 10 хвилин до 3 разів на день    | 10 хвилин до 3 разів на день    | 10 хвилин до 3 разів на день    |
| 4 місяці          | 20 хвилин до 3 разів на день    | 15 хвилин до 3 разів на день    | 15 хвилин до 3 разів на день    |
| 6-12 місяців      | 30 хвилин до 3 разів на день    | 25 хвилин до 3 разів на день    | 30 хвилин до 3 разів на день    |
| 12-24 місяці      | 30–60 хвилин до 2 разів на день | 45–90 хвилин до 2 разів на день | 30–60 хвилин до 2 разів на день |
| Дорослий          | 30–60 хвилин до 2 разів на день | 45–90 хвилин до 2 разів на день | 60 хвилин до 2 разів на день    |
| Старший (8+років) | 20-30 хвилин до 2 разів на день | 30–45 хвилин до 2 разів на день | 30–60 хвилин до 2 разів на день |

### Розумова стимуляція
Коли собаки не отримують достатньої розумової стимуляції та регулярних вправ, це може легко призвести до нудьги. Якщо собака нудьгує, це може спричинити небажану поведінку, включаючи жування, копання, дряпання, гавкіт, скиглиння, спроби втечі та гіперактивність.
Тримати мозок вашої собаки у тонусі за допомогою розумової стимуляції так само важливо, як і гарантувати, що вони тренують своє тіло за допомогою фізичної активності.

## Цікаві факти
- Надзвичайно розумні собаки. Лабрадудлі успадковують цю рису від своїх батьків. Лабрадори-ретривери та пуделі добре відомі як розумні собаки. Завдяки високому інтелекту вони швидко навчаються та піддаються вихованню.
- Дуже люблять воду. Пудель насправді є водяним собакою, а лабрадор-ретривер також чудово почувається як на воді, так і на суші, часто купаючись в озерах і струмках. Це означає, що нащадки двох собак цього типу, таких як лабрадудль, зазвичай будуть завзятими плавцями і ніколи не втратять шансу намочити лапи, а якщо вони успадкують шерсть у стилі пуделя, вони також будуть досить водовідштовхувальними.
- Дослідники з США, Пакистану та Південної Кореї проаналізували генетичні дані окремих австралійських лабрадудлів і ряду інших порід, зокрема лабрадорів-ретриверів і пуделів різних порід.Це дослідження підкріплює загальне розуміння того, що з біологічної точки зору порода є сумішшю генетичних варіацій, отриманих з різних джерел та показує, що австралійські лабрадудлі мають значну генетичну різноманітність, більшість з яких походить від пуделів.Цікаво, що дослідники підкреслюють важливий момент: хоча шерсть, схожа на пуделя, широко вважається малоалергенною, здається, не було жодного дослідження, яке б досліджувало це. Це важлива прогалина в знаннях, яку необхідно заповнити. Дослідження також виявило, що інші породи зробили невеликий внесок у розвиток австралійських лабрадуделів, у тому числі пуделі різних розмірів. Є навіть відтінок спанієля.[9]
- Незважаючи на те, що лабрадудль існує вже кілька десятиліть, Американський кінологічний клуб (AKC) не визнає їх офіційною породою собак. Це пов’язано з тим, що вони все ще вважаються результатом схрещуванням лабрадора-ретривера та пуделя.
- Під час свого першого терміну в Білому домі президент Барак Обама та його родина розглядали можливість придбати лабрадудля, але зрештою першими домашніми улюбленцями родини вони обрали португальських водяних собак - Санні та Бо.
- Дженніфер Еністон, Тайгер Вудс, Генрі Вінклер і норвезькі принц і принцеса є гордими власниками лабрадудлів.
- Лабрадудль народжує від 4-х до 15-ти цуценят (в середньому-8).